# Szilvási József (játékvezető)
Szilvási József (Kaposvár, 1930. november 1. – 2021. június 7. vagy előtte) magyar nemzetközi labdarúgó-játékvezető, korábban labdarúgó. A Kaposvári Rákóczi FC örökös tiszteletbeli elnöke.

## Pályafutása

### Labdarúgóként
Fiatalon sokat atletizált, számos versenyen indult és jó eredményeket ért el 400 és 800 méteres síkfutásban. Hamarosan a játéktéren találta magát, a Kaposvári Vasutas NB. III-as csapatának lett a balfedezete. Később a Vörös Lobogó SE-nek 12 éven keresztül a játékosa és csapatkapitánya lett. Katonaévei idején a budapesti Határőr SE-ben és a Zalaegerszegi Dózsában játszott. Somogyban a megyei válogatottságig vitte. Egy súlyos lábsérülés egyéb javaslatok alapján a játékvezetés felé irányította.

### Labdarúgó-játékvezetőként

#### Nemzeti játékvezetés
Játékvezető tanfolyamra Fenyvesi István játékvezető intelme után jelentkezett. Az egyik mérkőzésen sokat reklamált és a játékvezető azt javasolta, hogy ha megtanulná a labdarúgás szabályait, akkor kevesebbet reklamálna. A játékvezetői vizsgát 1961-ben tette le, ezt követően Somogy megye különböző labdarúgó osztályaiban szerezte meg a szükséges tapasztalatokat. Eleinte iskolai, majd ifjúsági, végül megyei I. osztályú mérkőzések vezetését bízták rá. 1962-ben NB III-as, 1963-tól országos, NB II-es játékvezetőként tevékenykedett, 1966-tól lehetett az NB I játékvezetője. 1975-ben búcsúzott el az aktív játékvezetéstől. Első ligás mérkőzéseinek száma: 85, más forrás szerint 118.
| Időpont         | Helyszín                      | Mérkőzés típusa         | Mérkőzés           | Eredmény |
| --------------- | ----------------------------- | ----------------------- | ------------------ | -------- |
| 1966. május 18. | Városi Stadion, Tatabánya     | első NB. I-es bajnoki   | Tatabánya–Pécs     | 7 : 0    |
| 1975. május 31. | Központi Stadion, Salgótarján | utolsó NB. I-es bajnoki | Salgótarján–Csepel | 3 : 1    |

#### Nemzetközi játékvezetés
A Magyar Labdarúgó-szövetség (MLSZ) Játékvezető Bizottsága  felterjesztésére 1971-ben lett nemzetközi játékvezető, a Nemzetközi Labdarúgó-szövetség (FIFA) játékvezetői keretének tagja. Több UEFA-kupa, Intertotó Kupa, nemzetközi válogatott mérkőzést vezetett vagy működő társának volt segítő partbírója.
Az aktív nemzetközi játékvezetéstől 1974-ben búcsúzott.

## Sportvezetőként
A Kaposvári Rákóczi FC és a Somogy Megyei Labdarúgó Szövetség elnöke is volt, valamint (1999-ben) a Magyar Labdarúgó Szövetség első elnökhelyettese, az MLSZ elnökségi tagja, az MLL Liga Szövetség Ellenőrző Bizottság tagja, a Magyar Amatőr Liga alelnöke, a Dél-Dunántúli Versenybizottság elnöke, az MLSZ Fair Play és Etikai Bizottság tagja és Magyar Labdarúgó Játékvezetők Testületének tagja.

## A civil életben
Két vállalatnak, a Tabi Kempingcikk Vállalatnak és a Kaposplastnak is vezetője volt.

## Írásai
- A Játékvezető című szakmai lapban 1968-ban Somogy megye játékvezetői életéről  küldött rendszeresen tudósításokat, szakmai értékezéseket.
- Somogyország labdarúgása, 1903–2003. Somogy megye labdarúgásának 100 éve; szerk. Szilvási József; Somogy Megyei Labdarúgó Szövetség, Kaposvár, 2003

## Sikerei, díjai
- Kiváló Dolgozó (1963, 1968)
- Arany Medál (1970)
- Testnevelés és sport érdemes dolgozója (1971)
- FISU Arany Labda (1972)
- Honvédelmi Érdemérem arany fokozat (1973, 1979)
- Ferencvárosi TC emlékplakett (1974)
- Arany Síp SLASZ (1975)
- Könnyűipar Kiváló Dolgozója (1976)
- Arany Síp MLSZ (1978)
- Munka Érdemrend ezüst fokozata (1982)
- Sport Érdemrend ezüst fokozat (1984)
- Megyei Elnöki Dicsérő Oklevél (1999)
- MLSZ JB Arany Síp (1999)
- Somogy Labdarúgásáért (2000)
- A Somogy Megyei Labdarúgásért (2000)
- Az Év Munkáltatója (2000)
- A Magyar Labdarúgásért arany fokozat (2000)
- Játékvezetésért életműdíj (2000)
- Kaposvár Város Polgáraiért (2001)
- Somogy Polgáraiért (2003)
- Somogy Labdarúgásáért Érdemérem (2004)
- Magyar Köztársasági Arany Érdemkereszt (2006)
- W&W érdemrend (Wien, 2007)
- Életműdíj (2011)
- SLASZ örökös tiszteletbeli elnök
- Kaposvári Rákóczi FC örökös tiszteletbeli elnöke